# John Dankworth
Sir John Phillip William Dankworth, Kt, CBE (20 de setembro de 1927 - 6 de fevereiro de 2010), conhecido no início de sua carreira como Johnny Dankworth, foi um compositor de jazz, saxofonista e clarinetista inglês. Ele era o marido da cantora de jazz Cleo Laine.

## Discografia

### Como líder
- 5 Steps to Dankworth (Verve, 1957)
- Itinerary of an Orchestra (Parlophone, 1960)
- Collaboration (Roulette, 1962)
- Jazz from Abroad (Roulette, 1963)
- What the Dickens (Fontana, 1963)
- The Zodiac Variations (Fontana, 1965)
- Modesty Blaise (20th Century Fox, 1966)
- John Dankworth and His Music (Fontana, 1970)
- Echoes of Harlem (Compendia, 1988)
- In a Mellow Tone: Tribute to Duke Ellington (Absolute, 2005)
- Spread a Little Happiness with Cleo Laine (Avid, 2006)
- About 42 Years Later with Danny Moss (Avid, 2007)
- Jady Aide with Alec Dankworth (Absolute, 2008)

### Como sideman ou convidado
Com Alec Dankworth
- 1994 Nebuchadnezzar
- 1996 Rhythm Changes

Com Cleo Laine
- 1976 Best Friends
- 1976 Born on a Friday
- 1978 Wordsongs
- 1989 Woman to Woman
- 2001 Live in Manhattan
- 2005 Once Upon a Time

Com outros
- 1969 Windmill Tilter, Kenny Wheeler
- 1975 Love Is a Five Letter Word, Jimmy Witherspoon
- 1987 Crossing Over the Bridge, London Symphony Orchestra
- 1989 Jazzin' at the Pops, Al Hirt
- 2011 It Happens Quietly, Jacqui Dankworth[2]